# Information management
Information management er betegnelsen for den behandling af information, der er nødvendig for at optimere adgangen til den, samt at sørge for at den er til stede til den rigtige tid, til det rigtige formål, til den rigtige bruger og med den højst mulige kvalitet og sikkerhed.

## Indledning
Når volumen af tilgængelig information og hastigheden hvormed de ændres, går i hyperfart, bliver de til en kritisk forbruger af tid.
Informationsteknologien gør i stigende grad organisationer i stand til at gøre tingene bedre, hurtigere og billigere. På samme tid er 90% af den information organisationen skal håndtere ustruktureret (information der ikke på en nem måde falder ind under rækker og kolonner i en traditionel database).
Endvidere er den ustrukturerede information helt inde i hjertet af forretningsprossesen. Processerne kan ikke forbedres før denne strøm af information er standardiseret (digitaliseret) og håndteret. Så inden for mange organisationer er der et konstant skub på hurtigt at udvikle og indsætte nye teknologier til at reducere omkostninger og forbedre processerne.
Information management inkluderer alle aktiviteter involveret i identifikation, indsamling, filtrering, samling, bearbejdning, fokusering, udbredelse og brug af information. Formålet med information management er at give en rettidig strøm af relevant information der gør en chef i stand til at forudse ændrede forudsætninger og forstå deres indflydelse på de nuværende og fremtidige operationer.

## Information management's problemer
Hovedårsagen til behovet for informationshåndtering er en overbelastning af information.
For at mestre information skal man forstå forholdet mellem data, information og viden: Data er de rå fakta og tal, information er data organiseret i meningsfulde sammenhænge og viden er organiseret data(information) som er blevet forstået og anvendt (internaliseret).
Internettets kapacitet for hurtighed, kvantitet og lette adgang gør det til en højt attraktiv informationskilde. Men da alle kan (og også gør) udgive information på internettet er ansvaret for at bedømme kvaliteten og nøjagtigheden af indholdet faldet på modtageren.
Informationens to dæmoner er hastigheden og kvantiteten af den information vi bliver belæsset med og som konsekvens må vi lære at det ikke er formålet af holde os opdateret med alt, men at holde fokus på hvad vi virkeligt har brug for og til hvad og samtidig forstå at 'spørgsmålet' vil udvikle sig i takt med den indsamlede information. 
Ideel information er nuværende, betimelig og fyldestgørende for den opgave man er i gang med.

## Informationer

### Beskrivelse
Information er mange ting og den deles op i fire klasser af information inden for informations hierarkiet, med en stigende værdi af informationerne:

1. Rå data
  1. Rå data er de rå fakta og indsamlede informationer(data) der er byggestenene til den behandlede data.
2. Behandlede data (information)
  1. Behandlede data fremkommer gennem organisation, korellering, sammenligning, behandling og filtrering af de rå data.
3. Viden
  1. Viden opnås gennem analysering og fortolkning af de behandlede data.
4. Erkendelse, forståelse

## Information management færdigheder
At bruge informationer effektivt har altid krævet et vist sæt af færdigheder som inkluderer det at tænke på hvilke informationer, der er krævede; lokalisere informationen; evaluere, vælge og organisere den; og så bruge eller koncentrere sig om den.
Mængden af information der i dag er tilgængelig sammenholdt med de mange muligheder for at finde frem til den, kan virke forvirrende. Følgende tips kan hjælpe med at holde hovedet koldt.
- Bliv familiær med nogle få kilder som du stoler på
- Udvikl søgefærdigheder
  - Vær dit eget filter, sluk for unødvendige datastrømme
  - Brug både vidvinkel og zoomlinse
- Vær en kritisk bruger

Hold for øje at ikke al information er rigtig og kan være ensidig (farvet). For ukritiske brugere kan Internettet være en sammenfiltret masse af misinformation. Kriterier til evaluering kan være: Hvem, hvad, hvornår(hvornår er oplysningerne fra) og hvor(udgiver, hvor er hjemmesiden fra).
- Invester tid i syntese og Sammenfatning

Indtil informationen er analyseret og sammenfattet er de kun en samling data. Det kræver menneskelig kraft af refleksion og overførelse til noget mere, ellers vil det simpelt hen forblive information for informationens skyld.
I informationsalderen er det sommetider let at glemme at de informations færdigheder der er udviklet i en tidligere æra stadig gælder. De basale værktøjer har måske nok ændret sig, men nogle af tankegangene omkring behandling af information består uændret.

## Systemer til information management
Der er mange systemer og definitioner inden for området information management, og der er også stadig nogen forvirring omkring disse. Derfor følger der en definition på en række af disse, hvor jeg lige vil gøre opmærksom på at listen ikke er komplet.

### Content management system (CMS)
Hovedartikel Content Management System
Content management systemer understøtter oprettelse, håndtering, distribution, udgivelse og fremlæggelse af fælles information. Det er også kendt som web content management(WCM), systemer der typisk fokuserer på onlineindhold målrettet til enten en fælles hjemmeside eller på  et intranet.

### Enterprise content management system (ECMS)
Et enterprise content management system består af et kerne web content management system, med tilføjede kapaciteter til at administrere et bredere udsnit af en organistions information. Det består oftest af DM, RM, DAM eller samarbejds funktioner.

### Document management system (DMS)
Dokument håndteringsystemer (DMS) er designede til at assistere organisationer med at håndtere oprettelse og flow af dokumenter gennem gennem en centraliseret opbevaring, og en arbejdsgang som sammenfatter forretningsregler og metadata. Fokus for et DMS er primært på opbevaring og modtagelse af uafhængigeelektroniske resurser i deres oprindelige (originale) format.

### Records management systems (RMS)
Arkiv håndteringssystemer er informationssystemer som opfanger, vedligeholder og giver adgang til arkiveret materiale over tid. Det gælder både for håndtering af fysiske (papir) arkiver og elektroniske dokumenter.

### Digital asset management (DAM) system
Hovedartikel Digital asset management
Digitale arkiv håndteringssystemer understøtter lagring, søgning og genbrug af digitale objekter inden for en organisation. DAM udskiller sig fra DM og CM idet det fokuserer på multimedia resurser, så som billeder, video og lyd. Mange DAM systemer giver også mulighed for rettighedshåndtering.

### Library management systemer (LMS)
Biblioteks management systemer giver en komplet løsning til administrationen af et biblioteks tekniske funktioner samt funktioner (servises) til publikum. Det strækker sig fra at holde styr på materialerne på biblioteket samt håndtere udlån til de daglige administrative aktiviteter på biblioteket.

### Digital imaging systems
Digital imaging systemer automatiserer oprettelsen af elektroniske versioner af papirdokumenter (så som PDF, TIFF's) og bruges som et indput til arkiv håndteringsystemerne. Ved at oprette elektroniske resurser, kan de blive manipuleret direkte af arkivsystemet, og eliminere behovet for fysisk arkivering.

### Learning management system (LMS)
Learning management systemer automatiserer administrationen af træning og anden læring. Det inkluderer registrering af elever, håndtering af undervisningsresurser, registrering af resultater samt generel kursus administration. Learning management systemer er designede til at imødekomme alle behov fra lærere og andre uddannere.

### Learning content management systems (LCMS)
Learning content management systemer kombinerer kapaciteterne fra CMS og LMS, hvilket gør det i stand til at håndtere både indholdet af undervisningsmaterialet og administrere selve kurset.

### Geographic information system (GIS)
Hovedartikel: GIS
Geografiske informationssystemer er et til specielle formål, computerbaseret system til opfangning opbevarelse, modtagelse, analyse og visning af rummelig information. f.eks. C2 og C3 systemer.